# Hen over Jorden
Hen over Jorden er det tredje album i rækken fra 1995, med den danske rock/pop sanger Nikolaj Christensen fra Nikolaj & Piloterne.

## Track listing
| 1.  | "La' Hende Være"              | Nikolaj Christensen | 3:54 |
| 2.  | "Var Det Ikke Kærlighed"      | Nikolaj christensen | 3:45 |
| 3.  | "Hen Over Jorden"             | Nikolaj christensen | 3:37 |
| 4.  | "Byens Engle"                 |                     | 3.23 |
| 5.  | "Månen Drejer Rundt Om Solen" |                     | 4:07 |
| 6.  | "Alt Hvad Jeg Ved Nu"         |                     | 4:12 |
| 7.  | "Lille Pige"                  |                     | 3:04 |
| 8.  | "Ud I Det Blå"                |                     | 2:51 |
| 9.  | "Guldet"                      |                     | 2:48 |
| 10. | "Lille Buddha"                |                     | 3:54 |
| 11. | "Tjekker Min Svarer"          |                     | 3:16 |

## Medvirkende
- Nikolaj Christensen sang,guitar,el-guitar,Percussion
- Christian Veitner,Bas,keyboards
- Peter Brander Guitar på 5,9,10
- Janus Nyborg guitar på 2
- Lars Mitch Fischermann Trommer, keyboard, programmering
- Nicolas Finsen Bas på 9
- Lisbeth Madsen sang på 1,8
- Steffen Qwist Guitar på 3,4,8,11